# 林泰章
林 泰章（はやし やすあきら、1939年（昭和14年）8月21日 - ）は、日本の実業家、政治家。元長野県岡谷市長。

## 来歴
岡谷市生まれ。1962年（昭和37年）日本大学経済学部卒業。会社勤務を経て、1966年（昭和41年）和泉工業（メッキ関係）取締役となり、同代表取締役、岡谷青年会議所副理事を務めた。
1975年（昭和50年）9月、岡谷市長選挙に出馬し36歳で当選、当時、全国最年少市長であった。1995年（平成7年）9月まで5期務めた。在任中は公共下水道や市営住宅の整備、防災体制の強化、市街地の再開発、医療施設の充実などに尽力した。
スポーツ界では、1975年、岡谷市体育協会長となり、1979年（昭和54年）長野県スケート連盟会長、1980年（昭和55年）日本スケート連盟理事を兼任し、のち副会長となった。2021年（令和3年）6月現在、長野県スポーツ協会副会長、長野県スケート連盟名誉会長。

## 栄典
- 2009年（平成21年）旭日中綬章受章[6]